# Ruggero Dollfus

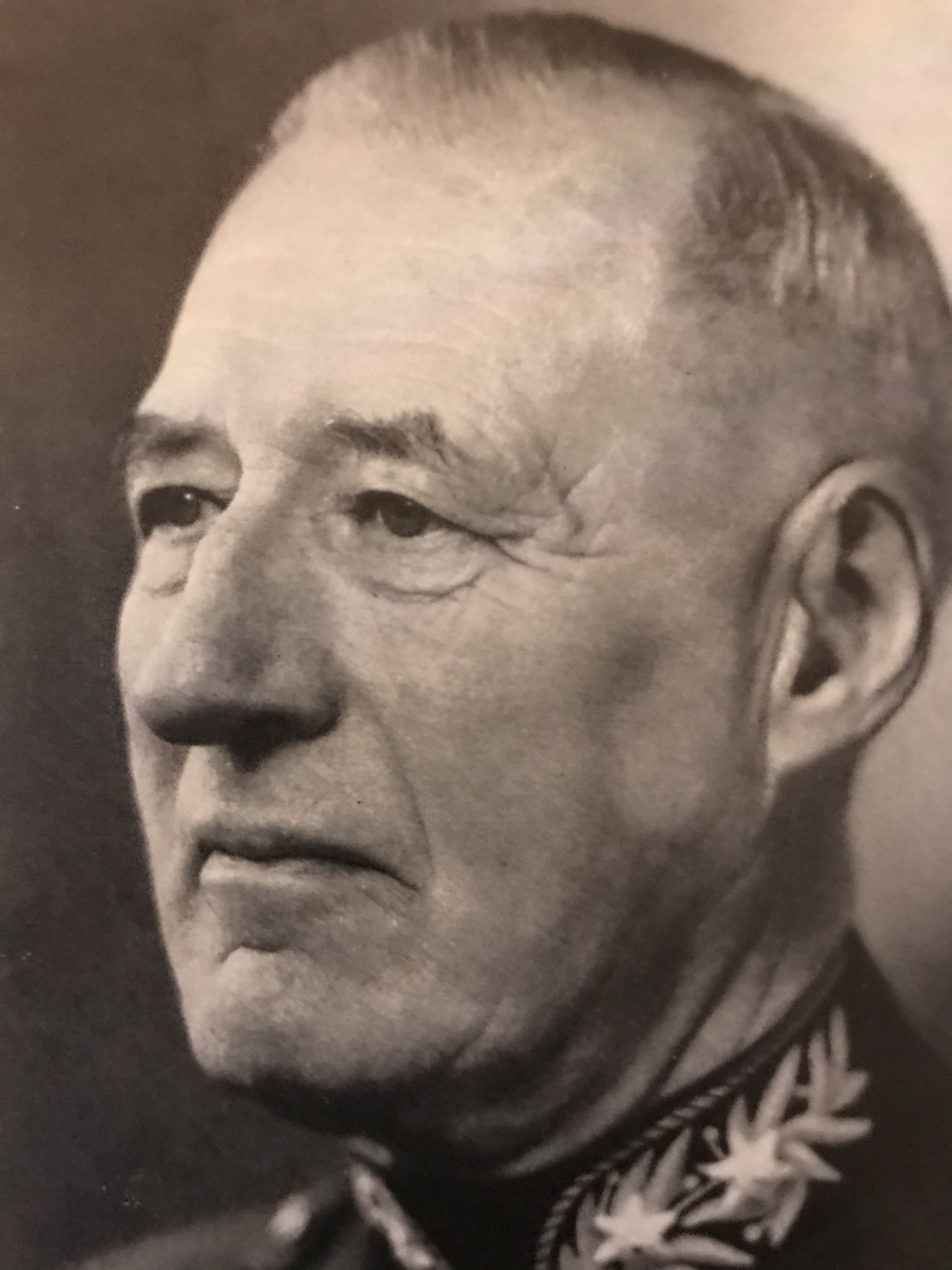
Ruggero Dollfus in Divisionär-Uniform (1939/1944)

Ruggero Dollfus (auch Roger Albert Dollfus de Volckersberg, * 14. Juli 1876 in Mailand; † 12. Juli 1948 in Kiesen) war ein Schweizer Banquier, Politiker (CVP Tessin), Nationalratspräsident 1932, Korpskommandant und Generaladjudant von General Guisan während des Zweiten Weltkriegs.

## Biografie
Die Wurzeln der Vorfahren von Roger Dollfus entstammen der Industriellenfamilie Dollfus aus Illzach im Elsass. Roger Dollfus war weder mit Engelbert Dollfuss, dem österreichischen Bundeskanzler von 1932 bis 1934 verwandt noch war seine Familie jüdischen Ursprungs.
Roger Albert Dollfus de Volckersberg wurde am 14. Juli 1876 als zweiter Sohn von Albert Dollfus, dem Gründer eines Chemie-Werks in Mailand, und Laura geb. Vonwiller in Mailand geboren. Die Jugendzeit verbrachte Roger Dollfus in Mailand und ab 1889 in Castagnola im Tessin. Er besuchte zusammen mit seinen Geschwistern das Gymnasium in Lugano und kam 1894 an die Universität Basel, wo er Nationalökonomie, Wirtschaftsgeschichte, Rechtsphilosophie und Kunstgeschichte studierte. Einige Zeit studierte er in Berlin Kunstgeschichte. Im Jahre 1897 schloss er sein Studium in Basel mit der Promotion und dem Prädikat „summa cum laude“ ab. Die Dissertation schrieb er zum Thema „Über Die Idee der Einzigen Steuer“.

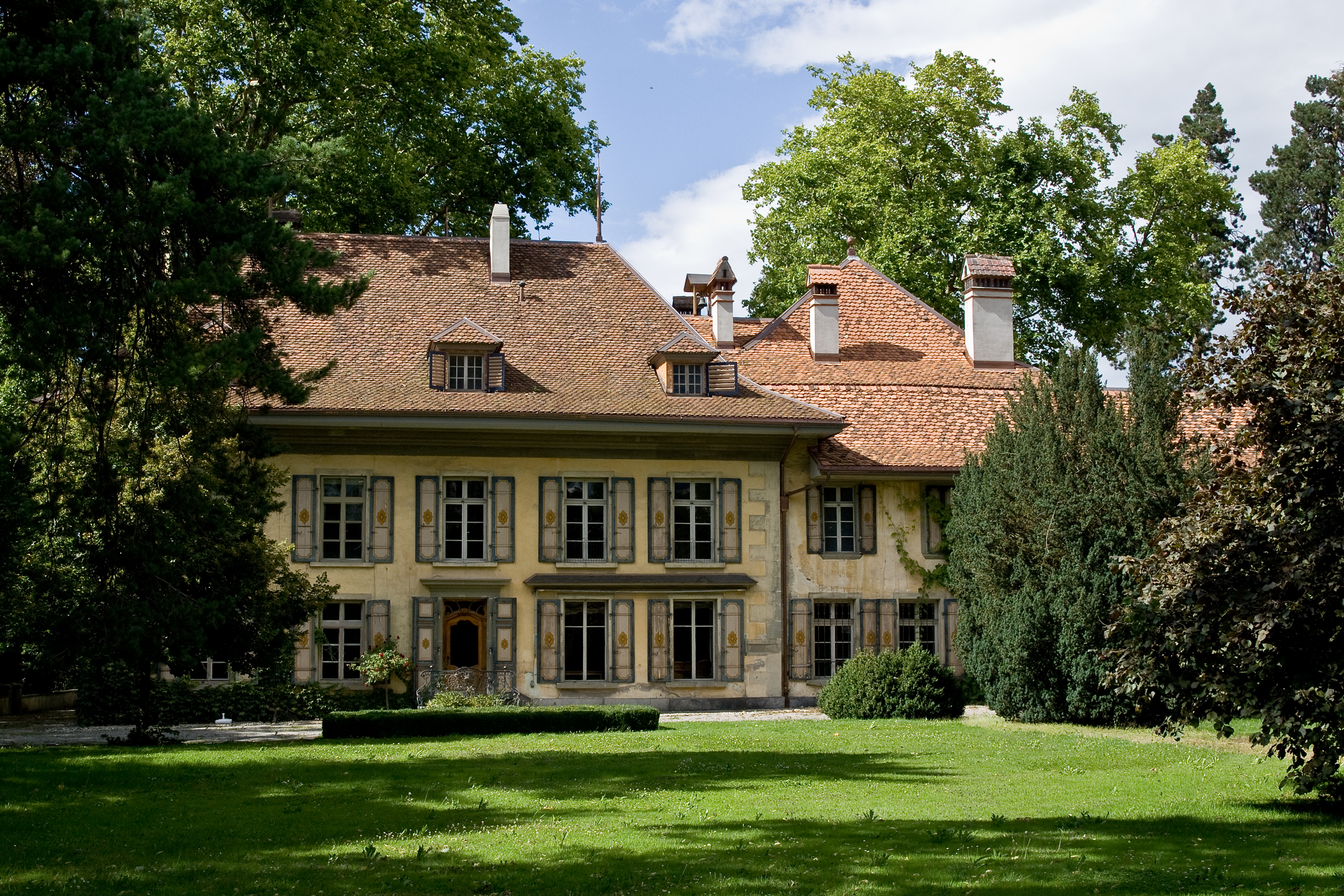
Schloss Kiesen

Nach dem Studium in Basel trat er dem Bankhaus „Vonwiller & Cie“  seines Onkels Albert Vonwiller in Mailand bei und konnte dieses in der Folge leiten. Im Jahre 1905 erfolgte die Heirat mit Annie Elisabeth Burckhardt von Basel. Bis 1916 lebte die Familie in Mailand; zog danach während des Ersten Weltkriegs nach Kiesen bei Bern, wo Roger Dollfus 1915 das Schloss Kiesen erwarb.
Roger Dollfus verstarb am 12. Juli 1948, kurz vor seinem 72. Geburtstag, in Kiesen bei Bern. Die Abdankungsreden hielten unter anderem General Henri Guisan und Bundesrat Karl Kobelt. Das Grab befindet sich auf dem Friedhof von Castagnola in Lugano.

## Politische Tätigkeiten

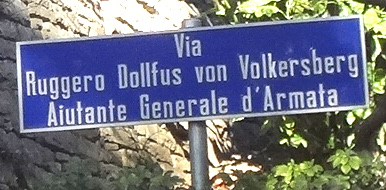
Via Ruggero Dollfus in Castagnola

1922 wurde Roger Dollfus von Volckersberg im Kanton Tessin als "Ruggero Dollfus, Castagnola", Mitglied der Schweizerischen Katholischen Volkspartei (KVP), in den Nationalrat gewählt, dem er bis März 1943 angehörte.
Am 25. Juni 1930 hatte Dollfus dem Kommunisten Walther Bringolf im Nationalratssaal eine Ohrfeige verpasst, nachdem er von diesem als Lügner bezeichnet wurde.
Roger Dollfus präsidierte ab 1931 die nationalrätliche Finanzkommission und wurde im Herbst 1932 zum Nationalratspräsidenten für das Jahr 1933 gewählt. 1934 wurde er zum Präsidenten der neugegründeten Eidgenössischen Darlehenskasse gewählt und war einer der Exponenten bei der Ausarbeitung des Eidgenössischen Bankengesetzes von 1934. Nach dem Anschluss Österreichs unterstützte Dollfus die Proklamation des Bundesrates und der Fraktionen betreffend die Neutralität der Schweiz.
Im Völkerbund vertrat Roger Dollfus die Schweiz von 1926 bis 1932. Er gehörte der internationalen Schiedsgerichtskommission zwischen Deutschland und Luxemburg und zwischen Norwegen und den Vereinigten Staaten an.

Als überzeugter Protestant hatte Roger Dollfus in der katholisch-konservativen Partei nicht immer einen einfachen Stand. Integration und Zusammenleben von Konfessionen, Klassen und anderssprachigen Landesteilen waren ein Grundpfeiler seiner politischen Tätigkeit.

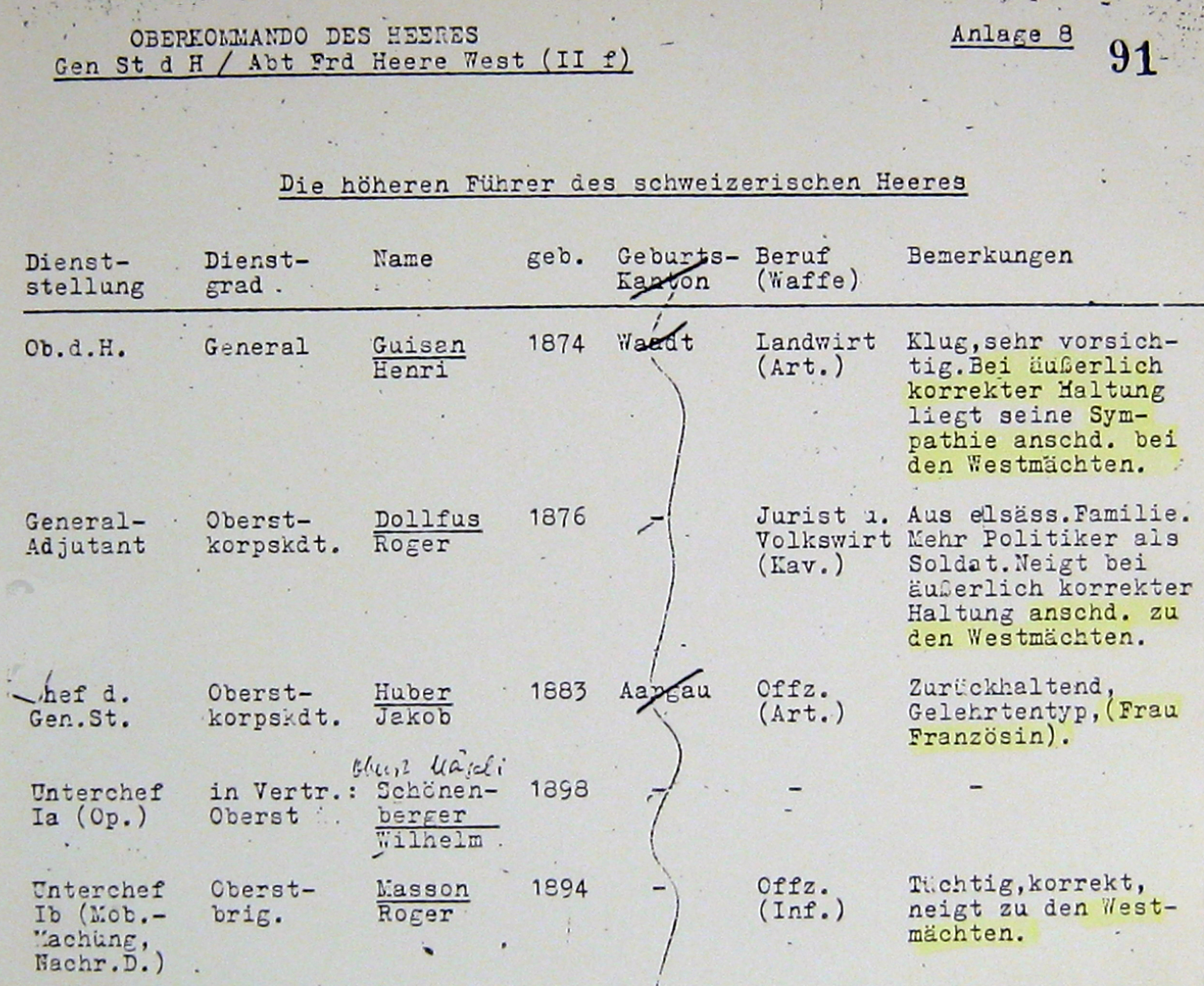
Einschätzung der deutschen Wehrmacht von Dollfus: "Mehr Politiker als Soldat. Neigt den Westmächten zu"

## Militärische Laufbahn
Die militärische Laufbahn von Roger Dollfus begann im Jahre 1896 in Aarau. Als Major kommandierte er das Tessiner Gebirgsinfanteriebataillon 95 während der Grenzbesetzung 1914–1918. 1924 wurde er zum Oberst befördert und kommandierte die Gebirgsbrigade 15. Bei der Generalmobilmachung der Schweiz 1939 wurde er vom Bundesrat zum Oberstdivisionär und zum Generaladjutanten der Armee befördert und arbeitete somit engstens mit General Guisan zusammen. Im Schloss Kiesen, seinem Wohnsitz in der Nähe des Armee-Hauptquartiers, fanden regelmässig Generalstabssitzungen statt.